# Heinz Schubert (compositeur)
Pour les articles homonymes, voir Schubert (homonymie).
Heinz Richard Schubert (8 avril 1908 - 1945) est un compositeur et un chef d'orchestre allemand.

## Biographie
Schubert a étudié à Dessau auprès de Franz von Hoeßlin et Arthur Seidl ainsi qu'à Munich auprès de Hugo Röhr et Heinrich Kaminski. De 1926 à 1929, il a été assistant de Siegmund von Hausegger et Joseph Haas à l'Akademie der Tonkunst de Munich.
En 1929, Schubert est devenu chef au théâtre de Dortmund et de Hildesheim. Après la „Machtergreifung“ (Prise de pouvoir) des nazis en 1933, il est entré au Parti Nazi et est devenu la même année chef à Flensburg.
Bien que comme chef d'orchestre à l'époque du nazisme, il aurait pu poursuivre une carrière brillante, à l'exemple de Kaminski, il a refusé dans son travail de compositeur de faire des concessions au pouvoir en place. Cependant il a continué à diriger la musique de Kaminski, alors que ce dernier avait été déclaré demi-juif avec interdiction de l'interpréter. Schubert s'est trouvé de plus en plus en situation difficile dans les années 1940 à cause de la distance qu'il avait prise à l'égard du régime, alors que jusqu'au début de la guerre, il a été relativement à l'abri grâce à l'influence de Wilhelm Furtwängler. La dernière année de la guerre, Schubert a été incorporé dans la Volkssturm. Les dernières nouvelles que nous avons de lui, remontent au 28 février 1945. Il est probablement tombé lors de la bataille de l'Oder. Officiellement, il est porté disparu à la fin de 1945 et a été déclaré mort le 31 décembre 1945.

## Œuvres
- Sinfonietta pour grand orchestre, 1929
- Concertante Suite pour violon et orchestre de chambre, 1931–1932
- Die Seele sur un Texte tiré des Upanishad pour Alto et orchestre
- Hymnus d'après  Zarathustra de Nietzsche
- Lyrisches Concert pour alto et orchestre de chambre
- Verkündigung d'après les Upanishad, 1936
- Das ewige Reich d'après Wilhelm Raabe (disparu), 1936
- Praeludium und Toccata pour un double orchestre à cordes, 1936
- Hymnisches Konzert pour soprano, ténor, orgue et orchestre, 1939
- Vom Unendlichen d'après "Zarathustra" de Nietzsche pour soprano et trois quintettes à cordes, 1941
- Ambrosianisches Konzert, Choral-Phantasie sur "Verleih uns Frieden gnädiglich" pour clavier et petit orchestre, 1943
- Skizzen zu einem Concerto solemnis